# Lingua pemon
La lingua pemon è una lingua caribe parlata in Venezuela, Brasile e Guyana.

## Distribuzione geografica
La lingua pemon è parlata da circa 30.000 persone, appartenenti al gruppo indigeno dei Pemon, in particolare nel parco nazionale di Canaima in Venezuela, nello stato brasiliano di Roraima, e in Guyana.

## Tipologia
La sintassi della lingua pemon segue la regola Soggetto Verbo Oggetto, alternandosi a Oggetto Verbo Soggetto.

## Grammatica
I pronomi in lingua pemon sono:
| Pemon         | Italiano        |
| ------------- | --------------- |
| yuré          | Io, me          |
| amäre         | tu              |
| muere, mesere | lui, lei        |
| urekon        | noi             |
| ina           | noi (esclusivo) |
| amärenokon    | voi (plurale)   |
| ichamonan     | loro, essi      |

## Sistema di scrittura
Fino al XX secolo, la lingua pemon era solo tramandata oralmente. In seguito ci furono tentativi da parte di missionari cattolici di creare un dizionario e una grammatica correlata. I missionari che più si occuparono di creare una lingua pemon scritta furono Armellada e Gutiérrez Salazar. L'alfabeto latino è la base della scrittura, con l'aggiunta di segni diacritici per rappresentare fonemi che non esistono nella lingua spagnola..